# Коњски босиљак
Коњски босиљак (Mentha longifolia) је ароматична биљка из рода нане, широко распрострањена у Палеарктику од Велике Британије до Кине. Користи се у народној медицини, а најважније активне супстанце у коњском босиљку су ментол и пулегон.